# Fundplatz Borscht
Der archäologische Fundplatz Borscht im Fürstentum Liechtenstein gehört zu den ältesten jungsteinzeitlichen Fundplätzen im, gegen mediterrane Einflüsse geologisch abgeschotteten, mittleren Alpenbereich. Die Funde aus Bergkristall, Stein, Geweih und Knochen wurden vor vielen Jahren auf dem Felsplateau Schellenberg Borscht auf dem Eschnerberg ausgegraben.

## Lage
Der Eschnerberg erhebt sich als Querriegel aus der Rheinebene. Seine Topographie bot den Menschen aller Kulturen Siedlungsraum in geschützter Lage zumal die versumpften und von dichten Auwäldern bedeckten Täler nicht bewohnbar waren. Dies belegen die Fundstellen Borscht, Lutzengüetle (2 km entfernt), Malanser, Sägaweiher und Schneller, deren Namen sich in der archäologischen Fachwelt als feste Begriffe für die Siedlungsentwicklung im Alpenrheintal etabliert haben.

## Grabung und Veröffentlichung

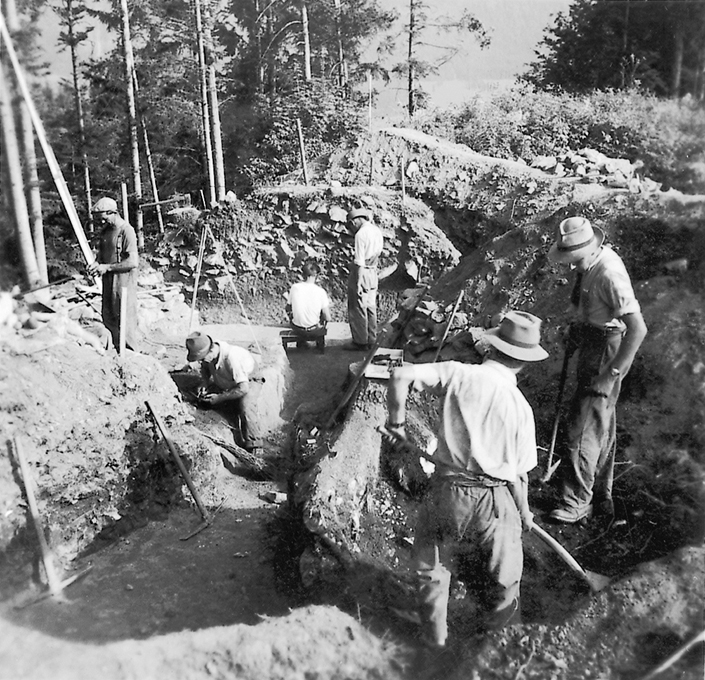
Ausgrabungen auf dem Borscht im Jahr 1947

Die ersten Ausgrabungen auf dem Borscht erfolgten bereits in den 1930er Jahren. Obwohl die Funde bei den Fachleuten für Aufsehen sorgten, blieben sie ohne wissenschaftliche Auswertung. Publiziert wurden lediglich spezielle (Fauna des Borscht) oder zusammenfassende Berichte. Der Anteil der Wildtierknochenfunde nimmt, wie im gesamten westlichen Alpenvorland während des Neolithikums von etwa 10 auf 40 % zu, um später auf etwa 2 % abzufallen. 1999 erschien die von Magdalena Mczyska verfasste Monographie in drei Bänden über die Siedlungsstrukturen, Gefässscherben und Metallfunde vom Borscht. Mit dem 2004 veröffentlichten vierten Band von Mathias Seifert ist der Borscht Fachleuten und interessierten Laien als archäologische Quelle vollständig erschlossen.

## Zeitstellung
Die zeitliche Bestimmung der Siedlungsphasen lässt sich dank der naturwissenschaftlichen Methoden auf 100 Jahre genau eingrenzen. Auf dem Borscht errichteten die Bauern der Jungstein-, der Bronze- und der Eisenzeit vom 5. bis zum 1. Jahrtausend v. Chr. ihre Dörfer. Während des untersuchten Siedlungszeitraumes bestanden innerhalb des Alpenraumes in alle Richtungen Kontakte. Die Analyse der Feuer- und Felsgesteine legt Rohstoffbeziehungen in den alpinen und oberitalienischen Raum bereits für die Jungsteinzeit offen. Die Formung der ältesten Werkzeuge und Geräte weist hingegen auf Verbindungen zur Rössener Kultur in Baden-Württemberg. Trotz der vielfältigen Verbindungen lässt sich an den Formen der Geräte eine gewisse eigenständige Entwicklung im Rheintal ablesen, die z. B. früher einsetzte als in Vorarlberg.